# Prästtjärnen (Lima socken, Dalarna)
Prästtjärnen är en sjö i Malung-Sälens kommun i Dalarna och ingår i Göta älvs huvudavrinningsområde.